# Az Év Fiatal Könyvtárosa díj
 Az Év Fiatal Könyvtárosa díj az Informatikai és Könyvtári Szövetség és a Magyar Könyvtárosok Egyesülete által 2001-ben alapított elismerés a harmincötödik életévüket még nem betöltött magyar könyvtári szakemberek számára. Az elismerést évente egyszer, a könyvtáros-egyesület vándorgyűlésén adják át. A díj mellett 2011 óta a Kovács Máté Alapítvány különdíját is kiosztják.

## A díjazottak és pályamunkájuk címe

### 2001
- Lukácsné Varga Judit, a Budapesti Közgazdaságtudományi és Államigazgatási Egyetem Egyetemi Központi Könyvtár munkatársa: A Budapesti Közgazdaságtudományi és Államigazgatási Egyetem Egyetemi Központi Könyvtár honlapjának elemzése és jövőbeli fejlesztési lehetőségei

### 2002
- Dömsödy Andrea: A könyvtár-pedagógia rendszere és fejlesztésének lehetőségei

### 2003
- Hegyi Ádám: A mezőtúri református gimnázium könyvtára a XVIII. században

### 2004
- Várhelyi Eszter

### 2005
- Gerencsér Judit, a szombathelyi Berzsenyi Dániel Főiskola Európai Dokumentációs Központ munkatársa: Az Európai Unió mint téma a hazai könyvtárosképzésben a 21. században

### 2006
- Balla Ildikó, a Debreceni Egyetem Egyetemi és Nemzeti Könyvtár Kenézy Élettudományi Könyvtár feldolgozó könyvtárosa: Időszaki kiadványok (Meglátás a felhasználó és a könyvtáros szemével)

### 2007
- Buzai Csaba, az orosházi Justh Zsigmond Városi Könyvtár tájékoztató könyvtárosa: Kedves Naplóm!... Blog a könyvtárban

### 2008
- Oláh Róbert: A beregi oskolamesterek olvasmányai a 18–19. század fordulóján

### 2009
- Paszternák Ádám, az Országos Idegennyelvű Könyvtár munkatársa: Webes szolgáltatási háló könyvtárak számára – az ötlettől a megvalósulásig

### 2010
- Kristóf Ibolya, a gödöllői Szent István Egyetem Kosáry Domokos Könyvtár és Levéltár munkatársa: Könyvtárpedagógia a felsőoktatásban

### 2011
- Bedekovity Zóra, a szekszárdi Illyés Gyula Megyei Könyvtár informatikus könyvtárosa: Esélyegyenlőségi törekvések a kistelepüléseken. A mozgókönyvtári ellátás gyakorlata a szekszárdi kistérségben
- Tóth Renáta, a zalaegerszegi Deák Ferenc Megyei Könyvtár gyermekkönyvtárosa: Utazz velünk…, köss ki nálunk! A Deák Ferenc Megyei Könyvtár Gyermekkönyvtára új honlapjának bemutatója (különdíj)

### 2012
- Lencsés Ákos, a Központi Statisztikai Hivatal Könyvtár Olvasószolgálati Osztályának vezetője: A felhasználói bizalom és a népszámlálási adatok digitális szolgáltatása. Magyarországi háttér és projektterv a brit példa alapján
- Hicsik Dóra, a Szabadkai Városi Könyvtár olvasószolgálatos könyvtárosa: „Csak anyanyelvemen lehetek igazán én…” A szabadkai Városi Könyvtár magyar anyanyelvű olvasóinak helyzete, az anyanyelvű tájékoztatás hatékonyságának növelése (különdíj)

### 2013
- Zahuczky László, a miskolci II. Rákóczi Ferenc Megyei és Városi Könyvtár könyvtárosa: Életrajzi adatbázisok és adatgyűjtemények létrehozásának módszertana
- Horváth Péter, a kaposvári Takáts Gyula Megyei és Városi Könyvtár tájékoztató könyvtárosa: Magunk alatt vágjuk a fát? Tanulmány a digitalizálás megítéléséről a könyvtárosok körében (különdíj)

### 2014
- Kecskeméti Gergely, a Szegedi Tudományegyetem Klebelsberg Kuno Könyvtárának csoportvezetője: A Szegedi Tudományegyetem Klebelsberg Kuno Könyvtárának kölcsönzési politikájának és szabályzatának kialakulása
- Bedekovits Tamás, a bajai Eötvös József Főiskola Könyvtárának könyvtárosa: Angol, könyvtáros szakmai-idegennyelvi kompetenciák fejlesztése a web 2.0 segítségével (különdíj)

### 2015
- Börzsönyi Nóra, a Budapesti Corvinus Egyetem Egyetemi Könyvtárának munkatársa: Hozzáférhető tudomány Az open access és az értéknövelt publikációk világa a könyvtári gyakorlat tükrében
- Puskás Nikoletta, a Szegedi Tudományegyetem Klebelsberg Kuno Könyvtárának tájékoztató könyvtárosa: Információs grafika alkalmazása a könyvtári tájékoztatásban (különdíj)

### 2016
- Gergely Gyöngyvér Ildikó, a Gödöllői Városi Könyvtár és Információs Központ tájékoztató könyvtárosa: Olvasók diadala. Online olvasásfejlesztési játék a Z generáció igényeire szabva. Olvasóvetélkedő webes felületének tervezése, elemzése
- Rózsa Dávid, a Központi Statisztikai Hivatal Könyvtár főigazgató-helyettese: Szakkönyvtár a holnap határán. Trendek, új feladatok, megújuló szolgáltatások külföldön, a magyar szakkönyvtári rendszerben és a KSH Könyvtárban (különdíj)

### 2017
- Mohácsi Zoltán, a Honvédelmi Minisztérium Hadtörténeti Intézet és Múzeum Hadtörténeti Könyvtár könyvtárosa, könyvtári szakinformatikusa: Katonaősök nyomában. Első világháborús digitalizált dokumentumok térképes adatbázisa
- Mészáros Kornélia, a budapesti Evangélikus Hittudományi Egyetem Könyvtárának vezetője: Megőrzés és megosztás egyházi környezetben. A Magyarországi Evangélikus Egyház (MEE) gyűjteményeinek digitalizálási projektje a reformáció kezdetének 500. évfordulójára készülve (különdíj)

### 2018
- Szüts Etele, a Forum Hungaricum Nonprofit Kft. Digitálisarchívum-fejlesztési Osztályának osztályvezetője: A Forum Hungaricum Nonprofit Kft. aggregációs szolgáltatása a Közgyűjteményi Digitalizálási Stratégia keretében. Tartalomszolgáltatás az Europeana felé
- Jeneiné Ecseri Mariann, a Ceglédi Városi Könyvtár Ifjúsági Könyvtárának ifjúsági könyvtárosa: Fiatalok Könyvtára Cegléden (különdíj)

### 2019
- Bors Anikó, a Központi Statisztikai Hivatal Könyvtár olvasószolgálati könyvtárosa: Lépésről lépésre a statisztika felé – Gamifikáció a KSH Könyvtárban
- Farkas Edit, a székesfehérvári Vörösmarty Mihály Könyvtár helyismereti könyvtárosa: A helyismereti tevékenység népszerűsítése Székesfehérváron és Fejér megyében (különdíj)

### 2020
- Jakab Zsolt, a gyöngyösi Vachott Sándor Városi Könyvtár könyvtárosa: Fiatalok a könyvtárban avagy hogyan szólítsuk meg őket
- Bessenyei Ágnes, az Országos Széchényi Könyvtár könyvtárosa: A Nemzeti Színház XIX. századi szövegkönyvei az Országos Széchényi Könyvtárban (különdíj)

### 2021
- Békésiné Bognár Noémi Erika, a Könyvtári Intézet munkatársa: Tanulás, találkozás, élmény a könyvtárban. Útmutató a könyvtári programok szervezéséhez
- Farkas Renáta, a Széchenyi István Egyetem Egyetemi Könyvtár és Levéltár könyvtárosa: A könyvtár útjai. Merre tovább könyvtárosként? (különdíj)